# 宇治川真一郎
宇治川 真一郎（うじがわ しんいちろう、1874年（明治7年）12月7日 - 1945年（昭和20年）3月27日）は、京都府出身の日本の地方政治家。
父は京都府与謝郡日ケ谷村の初代村長を務めた宇治川嘉左衛門。

## 生涯
京都府の日ケ谷村（現・宮津市）厚垣に、宇治川嘉左衛門の長男として生まれた。
父の嘉左衛門が村長だった当時、明治政府の地方施策は十分とは言えず、村長でありながら十分な俸給が与えられなかった。そのため接待金なども自費で払わざるを得ず、真一郎の代には多くの負債を抱えた。この返済を目的としてアメリカ合衆国に渡って製材所で数年間働き、その給与により全額返済した。帰国の際コレラに罹患したが、回復して帰郷する。
1930年（昭和5年）3月9日から1932年（昭和7年）3月17日まで日ケ谷村長を務めた。
1945年3月27日に死去した。享年72（満70歳没）。
墓は京都府与謝郡四辻の高山墓地にある。